# 希爾里弗鎮區 (明尼蘇達州波爾克縣)
希爾里弗鎮區（英語：Hill River Township）是位於美國明尼蘇達州波爾克縣的一個行政鎮區。

## 地方資料
希爾里弗鎮區的面積為94.05平方千米，當中陸地面積為90.59平方千米，而水域面積為3.45平方千米。根據2020年美國人口普查的數據，當地共有人口197人，而人口密度為每平方千米2.09人。